# Colin Gibson (Szenenbildner)
Colin Gibson (* 1948 in Australien) ist ein australischer Szenenbildner. Er arbeitete häufig mit George Miller zusammen und gewann für seine Arbeit an Mad Max: Fury Road zusammen mit Lisa Thompson einen Oscar für das beste Szenenbild.

## Leben
Colin Gibson begann seine Karriere 1982 im Art Departement als Requisiteur am Set zu Fighting Back. Zu den bekannteren Werken, an denen er mitwirkte, zählen Arbeiten für Die Jugger – Kampf der Besten (1989), Flirting – Spiel mit der Liebe (1991) und Verführung der Sirenen  (1993). Das erste Mal als Szenenbildassistent arbeitete er bei Einstein Junior (1988). Seine bekannteste Arbeit in den 1990ern war Priscilla – Königin der Wüste. Für diesen Film entwarf er zusammen mit Owen Paterson den lavendelfarbenen Schulbus mit denen die drei Travestiekünstler in dem Roadmovie durch die Wüste reisen. Als Paterson für diesen Film mit dem AFI Award ausgezeichnet wurde, Gibson allerdings nicht, soll er diesen buchstäblich in zwei Hälften zersägt haben und eine davon an Gibson weitergegeben haben. Die beiden wurden außerdem noch für einen BAFTA-Award nominiert, den jedoch Dante Ferretti für Interview mit einem Vampir erhielt.
Gibson arbeitete zusammen mit Regisseur George Miller an mehreren Filmen, darunter Ein Schweinchen namens Babe (1995), Schweinchen Babe in der großen Stadt (1998), Happy Feet 1 (2006) und 2 (2011). 2016 schließlich wurde er für das Fahrzeugdesign der Vehikel in Mad Max:Fury Road verpflichtet. Er war für alle Fahrzeuge zuständig und entwarf den War Rig für Furiosa, einen riesigen Truck mit diversen Extras, eine Mercedes-Limousine, den Gigahorse für Immortan Joe sowie den Bigfoot für Rictus Erectus. Auch schuf er den mittlerweile berühmt gewordenen Doof Wagon, ein Auto, mit einer Art "Bühne" am Heck, wo der sogenannten Doof Warrior während der Fahrt, wie eine Marionette aufgehängt an Bungee-Seilen, wilde Metal-Solos auf seiner Gitarre spielt. Auch modifizierte er den Interceptor, einen Ford Falcon XB GT, der bereits im originalen Mad Max zum Einsatz kam. Alle Autos und Motorräder mussten fahrtüchtig sein und mit dem Sanduntergrund in der Wüste Namib in Namibia klarkommen, da die Fahrtszenen zunächst ohne CGI gedreht werden mussten. Insgesamt elf Monate vor Drehbeginn dauerte die Arbeit an den über 200 Fahrzeugen im Film. Für die Arbeit an diesem Film erhielt er zusammen mit Lisa Thompson bei der Oscarverleihung 2016 einen Oscar für das beste Szenenbild sowie einen Critics’ Choice Movie Award.